# 假言三段论
假言三段论又称假言推理。假言推理总是以假言判断为前提来进行推理的。
在逻辑中，假言三段论是服从下列形式的有效的论证:
P → Q.
Q → R.
所以, P → R.
在逻辑运算符记号中
{\displaystyle p\rightarrow q}
{\displaystyle q\rightarrow r,}
{\displaystyle \vdash p\rightarrow r}
换句话说，这种论证陈述如果第一个蕴涵第二个，并且第二个蕴涵第三个，则第一个蕴涵第三个。假言三段论的一个例子:
如果我不能起床，则我不能上班。
如果我不能上班，则我不能得到报酬。
所以，如果我不能起床，则我不能得到报酬。

## 证明[1]
| 步骤 | 命题                   | 推论           |
| ---- | ---------------------- | -------------- |
| 1    | {\displaystyle P\to Q} | 已知           |
| 2    | {\displaystyle Q\to R} | 已知           |
| 3    | {\displaystyle P}      | 條件證法假設   |
| 4    | {\displaystyle Q}      | 肯定前件 (1,3) |
| 5    | {\displaystyle R}      | 肯定前件 (2,4) |
| 6    | {\displaystyle P\to R} | 條件證法 (3-5) |

假言三段论有一个好处，它们可以是反事实的(counterfactual): 它们可以是真的，即使前提假设的命题已知是假的。
反事实的前提的可以在有效的假言三段论中使用的例子:
- 如果 George Washington 留胡须，则他看起来很引人注目
- 如果 Yogi Berra 打破 800 家加盟，则是很令人惊讶的

## 與滑坡謬誤的關係
從形式邏輯上，假言三段論是屬於有效論證。然而當每個論點中沒有有效的連結，就會形成非形式謬誤中的滑坡謬誤。
例一

如果我不能起床，則我不能上班，不能得到報酬，所以如果我不能起床就不能得到報酬。

這例子在每個論點中都有強烈的連結，因起床、上班和報酬都是有強烈的連結和因果關係。
然而下例：
例二

孩子如果不上好國中，之後就考不上好高中，再來就考不進好大學，接著會找不到好工作，然後會窮困潦倒，一生就毀了！

在形式邏輯上，孩子如果不能上國中，按照以上推論則他一生就毀了在形式邏輯上亦屬有效論證。但問題是每個論點中並沒有跟「一生就毀了」有很強烈的連結，因為在此推論中忽視了孩子在每個階段有發奮學習改變現狀的可能，故此成了非形式謬誤中的滑坡謬誤。
1. ↑  .   [2021-02-28]. （原始内容存档于2016-12-26）.